# Exoprosopa paucispina
Exoprosopa paucispina är en tvåvingeart som beskrevs av Hesse 1956. Exoprosopa paucispina ingår i släktet Exoprosopa och familjen svävflugor. Inga underarter finns listade i Catalogue of Life.